# 1899 год в спорте
Список 1899 год в спорте перечисляет спортивные события, произошедшие в 1899 году.

## Российская империя
- Чемпионат России по конькобежному спорту 1899;

### Шахматы
- Всероссийский турнир 1899;

## Международные события

### Чемпионаты Европы
- Чемпионат Европы по конькобежному спорту 1899;
- Чемпионат Европы по фигурному катанию 1899;

### Чемпионаты мира
- Чемпионат мира по тяжёлой атлетике 1899;
- Чемпионат мира по фигурному катанию 1899;

### Регби
- Кубок домашних наций 1899;

### Футбол
- Кубок Нидерландов по футболу 1898/1899;
- Созданы клубы:
  - «Барселона»;
  - «Богемианс» (Прага);
  - «Вац»;
  - «Вердер II»;
  - «Викинг»;
  - «Витория» (Салвадор);
  - «Кардифф Сити»;
  - «Милан»;
  - «Насьональ»;
  - «Олимпик Марсель»;
  - «Оснабрюк»;
  - «Рейкьявик»;
  - «Руан»;
  - «Ференцварош»;
  - «Франкфурт»;
  - «Шпортфройнде» (Зиген);
  - «Штутгартер Кикерс»;

#### Англия
- Футбольная лига Англии 1898/1899;
- Футбольная лига Англии 1899/1900;
- Созданы клубы:
  - «Блайт Спартанс»;
  - «Борнмут»;
  - «Сканторп Юнайтед»;
  - «Торки Юнайтед»;
  - «Уэлдстон»;
  - «Хаверфордуэст Каунти»;

### Шахматы
- Лондон 1899;

## Персоналии

### Родились
- 24 февраля

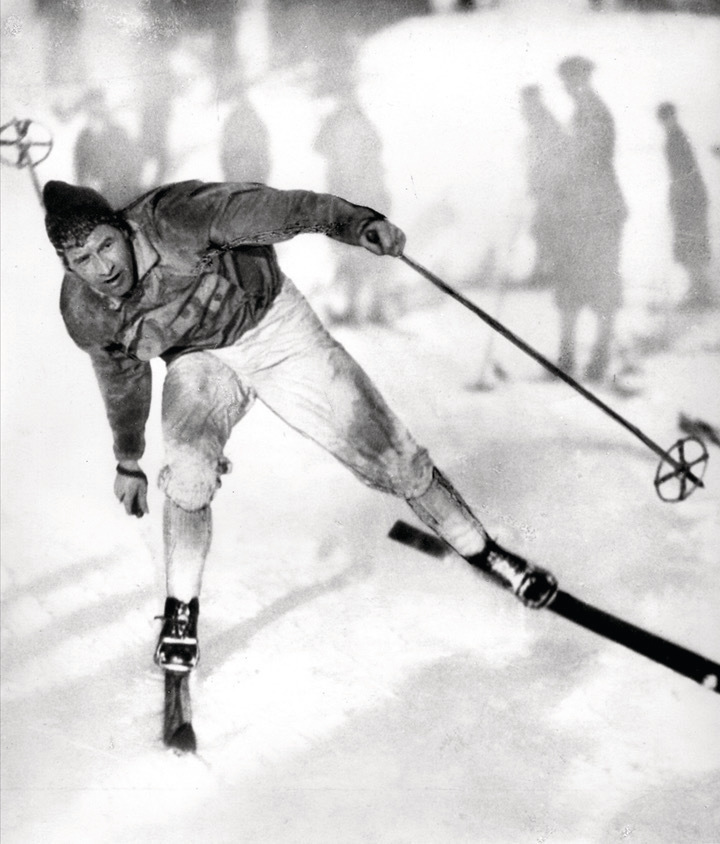
Йохан Грёттумсбротен

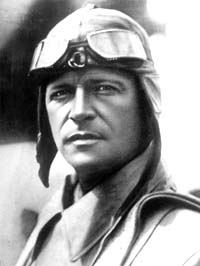
Михаил Громов

  - Билл Стейнметз, американский конькобежец, победитель международных соревнований (ум. 1988);
  - Винченцо Чаботто (итал. Vincenzo Chiabotto), итальянский футболист;
  - Йохан Грёттумсбротен, норвежский двоеборец и лыжник, многократный олимпийский и мировой чемпион (ум. 1983);
  - Лев Иванович Брандт, российский и советский спортсмен и тренер, многократный чемпион СССР (ум. 1943);
  - Луиджи Оссойнак (итал. Luigi Ossoinach), итальянский футболист (ум. 1990);
  - Михаи́л Миха́йлович Гро́мов, советский лётчик и военачальник, спортсмен, профессор, Герой Советского Союза (ум. 1985);
  - Пинки Питтенгер (англ. Pinky Pittenger), американский бейсболист (ум. 1977).
  - Йоханнес Лест (ум. 1976) — эстонский лыжник и педагог[1].

### Скончались
- 23 сентября — Андрей Пастухов, русский альпинист, геодезист, гляциолог, этнограф, биолог, исследователь Кавказа.